# أنديرس هاغن
أنديرس هاغن (بالنرويجية البوكمول: Anders Hagen)‏ هو بروفيسور نرويجي، ولد في 15 مايو 1921 في Vang, Hedmark ‏ في النرويج، وتوفي في 15 يوليو 2005 في برغن في النرويج.